# Tribun
Tribun (latinsko tribunus) je bil naslov različnih izvoljenih uradnikov v starem Rimu. Najpomembnejši so bili plebejski tribuni (tribunus plebis) in vojaški tribuni (tribunus militum). 
Večino rimske zgodovine je kolegij desetih plebejskoh tribunov deloval kot organ nadzora senata in letnih magistratov. Imel je imeli pooblastila ius intercessionis za posredovanje v imenu plebejcev in pravico do veta na zakone, neugodne za plebejce. 
Vojaški tribuni so zastopali dele rimske vojske in bili  podrejeni višjim magistratom, kot so bili konzuli, pretorji in promagistrat in njihovi legati. Tribuni so se imenovali tudi različni častniki rimske vojske. Naslov se je kasneje v rimski zgodovini uporabljal tudi za več drugih državnih položajev.

## Plemenski tribuni
Beseda tribun izvira iz obdobja rimskih plemen. Tri prvotna plemena, znana kot Ramnes ali Ramnenses, Tities ali Titienses in Luceres, so imela vsako svojega tribuna, zastopnika v civilnih, verskih in vojaških zadevah. Kasneje so svoje tribune dobila tudi vsa Servijeva plemena.

## Celerski tribun
V Rimskem kraljestvu je bil celerski tribun (tribunus celerum) ali tribun vitezov poveljnik kraljeve telesne straže, znane kot celeries. Podrejen je bil izključno kralju in pooblaščen za sprejemanje zakona lex tribunicia in predsedovanje kurijski skupščini (comitia curiata). Če se je kralj odločil, da v bitki ne bo sam  poveljeval konjenici, je to odgovornost prevzel celerski tribun S soglasjem kurijske skupščine je teoretično lahko kralju odvzel njegova pooblastila (imperium) in pravico do poveljevanja.
Med vladanjem zadnjega rimskega kralja Lucija Tarkvinija Superba je to funkcijo opravljal kraljev nečak Lucij Junij Brut, ki je bil za kraljem in njegovimi sinovi najvišje rangirani član kraljeve družine. Brut je bil tisti, ki je skical kurijsko skupščino in zahteval, naj kralju odvzame oblast. Po padcu monarhije so bile pristojnosti celerskega tribuna razdeljene med poveljnika pehote (magister militum) in njegovega poročnika (magister equitum, poveljnik konjenice).

## Plebejski tribun
Plebejsjki tribuni (tribuni plebis), pogosto napačno imenovani ljudski tribuni,  so bili ustanovljeni leta 494 pr. n. št. med prvim protestnim odhodom plebejcev iz Rima. Njihovi tribuni so lahko bili samo plebejci in naj bi ščitili interese plebejcev pred škodljivimi sklepi senata in dejanji letnih magistratov, ki so bili vsi patriciji. Sprva sta bila tribuna samo dva. Kolegij plebejskih tribunov je bil leta 470 pr. n. št. uradno povečan na pet in leta 457 pr. n. št. na deset članov. Njihovo število se zatem celo rimsko zgodovino ni spremenilo. Tribunom sta pomagala dva plebejska edila. Tudi na ta položaja so bili lahko izvoljeni samo plebejci (z najmanj dvema izjemama).
Plebejski tribuni so imeli pooblastilo, da skličejo plebejsko skupščino (concilium plebis), ki ji je lahko predsedoval samo en tribun. Skupščina je bila pristojna za sprejemanje zakonov (plebiscita), ki so veljali samo za plebejce. Po letu 287 pr. n. št. so sklepi concilium plebis veljali vse rimske državljane. Do 3. stoletja pr. n. št. so lahko tribuni sklicali in predlagali zakone tudi  v rimskem senatu.
Plebejske tribune so včasih imenovali tudi plebejski magistrati, čeprav to tehnično niso bili, saj so jih izvolili samo plebejci in ne pa vsi Rimljani. Kljub temu so bili nedotakljivi, ker se je celotna plebejska skupnost zaobljubila, da jih bo zaščitila  pred vsakim napadom ali vmešavanjem v njihovo delo med njihovim mandatom. Vsakdo, ki je kršil nedotakljivost tribuna, je bil lahko ubit brez kazni.
Tribun je lahko v skladu z ius intercessionis ali intercessio posredoval in v imenu rimskega državljana prepovedal dejanje magistrata ali drugega državnega uradnika. Delovanje magistrata je bilo ustavljeno, dokler se ni preverila zakonitost pritožbe. To pooblastilo je tudi omogočalo, da so tribuni prepovedali ali dali veto na vsako dejanje senata ali druge skupščine. Iz teh pooblastil je bil izvzet le diktator.
Tribunicia potestas ali  moč tribunov je temeljila na prisegi rimskih plebejcev, da jih bodi branili za vsako ceno, kar jo je omejilo na mesto samo in krog s polmerom ene milje okoli njega. Tribuni zato na guvernerje provinc niso imeli prav nobenega vpliva.
Z ustavnimi reformami diktatorja Sule leta 81 pr. n. št. so bile pristojnosti tribunov močno omejene. Čeprav so bile številne od njih obnovljene v nadaljnjih reformah leta 75 in 70. pr. n. št., sta bila ugled in avtoriteta tribunov nepopravljivo okrnjeni. Leta 48 pr. n. št. je senat podelil tribunsko moč (tribunicia potestas) diktatorju Juliju Cezarju, čeprav ni bil niti plebejec niti tribun. Julij Cezar jo je uporabil, da bi preprečil drugim tribunom, da bi posegali v njegova dejanja. Leta 23 pr. n. št. je senat enako moč podelil prvemu rimskemu cesarju Avgustu. Tribunsko moč so nato podeljevali vsem rimskim cesarjem in je postala del njihovih uradnih naslovov. V Rimskem cesarstvu  so tribune še naprej volili, vendar so izgubili svojo neodvisnost in večino svoje praktične moči. Naziv je postal le korak v politični karieri plebejcev, ki so si prizadevali priti do sedeža v senatu.

## Vojaški tribuni
Vojaški tribuni (tribuni militum) so bili vsako leto izvoljeni skupaj z letnimi magistrati. Njihovo število je bilo v rimski zgodovini različno in na koncu doseglo število 24. Tribuni so bili po navadi mladi moški v poznih dvajsetih letih, ki so si prizadevali za senatorsko kariero (glej cursus honorum). Vsak tribun je bil zadolžen za vodenje dela rimske vojske in bil podrejen magistratom in poveljnikom, ki so jih imenovali senat in njihovi legati.
Znotraj vsake legije so bili imenovani tudi različni srednje rangirani častniki in sicer: 
- Tribunus laticlavius, senatorski častnik, drugi poveljnik legije; označen s širokim trakom ali laticlavusom.
- Tribunus angusticlavius, častnik, izbran izmed enakovrstnimi osebami, pet za vsako legijo; označen z ozko črto ali angusticlavus.
- Tribunus rufulus, častnik, ki ga je izbral poveljnik.
- Tribunus vacans, nedodeljen častnik v pozni rimski vojski; član generalovega osebja.
- Tribunus cohortis, častnik, ki je vodil kohorto, del legije, ki je bila običajno sestavljena iz šestih centurij.
- Tribunus cohortis urbanae, poveljnik ene od mestnih kohort, nekakšne vojaška policijske enote, nameščene v Rimu.
- Tribunus sexmestris, tribun, ki je opravljal dolžnost samo šest mesecev; nobenih dokazov ni, da bi se ta častnik kdaj imenoval za poveljnika konjenice, kot je včasih navedeno v sodobni literaturi.

V pozni rimski vojski je bil tribun (tribunus) višji častnik, ki se je včasih imenoval tudi coems. Poveljeval je veksilaciji konjenice. V bizantinski vojski se je naslov ohranil do začetka 7. stoletja.
Iz izraza tribunus za opis različnih vojaških častnikov izhaja beseda tribunal, ki se je prvotno nanašala na dvignjeno ploščad, ki se je uporabljala za obravnavo vojakov ali izvajanje sodb.
Pomemben vojaški tribun v fikciji je Messala, glavni antagonist romana Lewa Wallacea, Ben-Hur: A Tale of the Christ. Messalo je upodobil Stephen Boyd v filmu Ben-Hur  iz leta 1959, ki temelji na romanu.

## Vojaški tribuni s konzularno oblastjo
Leta 445 pr. n. št. so plebejski tribuni uspeli uveljaviti lex Canuleia in razveljavili zakon, ki je prepovedoval sklepanje zakonskih zvez med patriciji in plebejci, in določil, da je lahko eden od konzulov plebejec. Namesto da bi konzularno dostojanstvo resnično prešlo v roke plebejca, je senat predlagal kompromis, v skladu s katerim bi morali biti namesto konzulov izvoljeni trije vojaški tribuni, ki so lahko bili patriciji ali plebejci. Prvi vojaški tribuni s konzularno oblastjo (tribuni militum consulare potestate) so bili izvoljeni za leto 444. Čeprav so bili za to funkcijo upravičeni plebejci, so bili vsi prvi konzularni tribuni patriciji. 
Vojaški tribuni so bili izvoljeni namesto konzulov na polovici let od 444 do 401 pr. n. št. V vseh primerih so to bili patriciji. Konzulskega položaja ni uspel pridobiti noben plebejec. Leta 426 pr. n. št. se je število tribunov povečalo na štiri in leta 405 pr. n. št. na šest. Plebejcem je leta 400 pr. n. št. končno uspela izvolitev  štirih vojaških tribunov. Po eden je bil izvoljen tudi za leta 399, 396, 383 in 379 pr. n. št. Razen v teh letih noben plebejec ni dobil najvišjega naziva rimske države.
Monopol patricijev nad oblastjo sta končno razbila Gaj Licinij Stolon in Lucij Sekstij Lateran, plebejska tribuna, ki sta leta 376 pr. n. št. predlagala zakon, ki ni zahteval samo tega, da je moral biti eden od konzulov plebejec, ampak tudi to, da je moral biti odslej vedno izbran iz njihovih vrst. Ko je senat zavrnil njihovo zahtevo, so tribuni pet let zapored z vetom preprečili izvolitev letnih magistratov. Senat je končno popustil in dovolil izvolitev konzularnih tribunov za leta 370 do 367 pr. n. št. Na koncu in s spodbudo diktatorja Marka Furija Kamila je senat leta 367 pr. n. št. sprejel  Lex Licinia Sextia, ki je začel veljati leto kasneje. Z zakonom je bila plebejcem vrnjena pravica do izvolitve za konzula. Za prvega plebejskega konzula  je bil izvoljen Sekstij. Sledil mu je Licinij dve leti kasneje. Konzularni tribuni so bili ukinjeni..

## Tribuni zakladnice
Natančna narava tribunov zakladnice (tribuni aerarii) je zavita v skrivnost. Zdi se, da so bili prvotno davkoplačevalci, vendar se je njihova moč počasi izgubila v korist drugih uradnikov. Do konca republike je ta položaj pripadal razredu prebivalcev, ki je bil malo pod vitezi (equites). Ko je bila leta 70 pr. n. št. spremenjena sestava rimskih porotnikov, je bilo določeno, da mora biti tretjina članov vsake porote iz tega družbenega razreda.

## Poznejša uporaba naziva

### Beneška republika
V zgodnji zgodovini Beneške republike so Benetke med mandatom šestega doža Domenika Monegaria ustanovile dvojni tribunal po vzoru zgoraj navedene rimske institucije - vsako leto so izvolili dva nova tribuna z namenom, da nadzirata doža in preprečita zlorabo. moči (čeprav ta cilj ni bil vedno uspešno dosežen).

### Francoski revolucionarnitribunat
"Tribunat", francoska beseda, ki izhaja iz latinskega izraza tribunatus, kar pomeni urad ali izraz za rimski tribunus (glej zgoraj), je bil kolektivni organ mlade revolucionarne Francoske republike, sestavljen iz članov, ki so oblikovali tribun, ki kljub očitnemu sklicevanju na eno od prestižnih prestolnic starega Rima, nikoli ni imela nobene resnične politične moči kot skupščina, njeni posamezni člani pa sploh niso imeli nobene vloge.
Ustanovila jo je Napoleona Bonaparta ustava leta VIII »da bi ublažil druge moči« z razpravo o vsakem zakonodajnem projektu, s pošiljanjem svojih oratorjev (govornikov, tj. predstavnikov), da jih branijo ali napadajo v Corps législatif in prosi senat, da zavrne »sezname upravičenih, zakonodajnega in vladnega seznama« zaradi protiustavnosti. Njegovih 100 članov je Senat imenoval s seznama državljanov, starejših od 25 let, vsako leto pa se je petina obnovila za petletni mandat.
Ko je nasprotoval prvim delom Bonapartovega predlaganega kazenskega zakonika, je senat imenoval 20 novih članov hkrati, da bi nadomestil 20 prvih nasprotnikov njegove politike; sprejeli so zgodovinsko pomembno reformo kazenskega prava. Ker je Tribunate nasprotoval novim despotskim projektom, je v X. letu dobil senat, da si je dovolil razpustiti Tribunate. V XIII. letu se je nadalje zmanjšal na 50 članov. 16. avgusta 1807 je bil ukinjena in nikoli ni bila oživljen.